# Difesa francese (album)
Difesa francese è il quinto album di Enrico Ruggeri, pubblicato nel 1986, dalla CGD.

## Il disco
Il titolo è un omaggio sia al gioco degli scacchi (la difesa francese è una delle possibili sequenze di mosse iniziali), sia, come affermato da Ruggeri, un riconoscimento alla tradizione della canzone d'oltralpe.
È un mini LP di cinque brani, legato alla partecipazione del cantautore al Festival di Sanremo 1986 con Rien ne va plus, che ottiene il Premio della Critica.
Il retro copertina riporta un capitolo di storia degli scacchi intitolato come l'album e presentato come "Capitolo quinto", riferimento questo alla numerazione degli album di Ruggeri solista. Tuttavia, nel disco seguente saranno conteggiati anche i due precedenti album incisi con i Decibel, e la nuova numerazione giustificherà così il titolo "Enrico VIII".
Benché Difesa francese sia stato pubblicato autonomamente su CD, le cinque tracce erano state anche "inglobate" nella tracklist del successivo album Enrico VIII (edizione CD, con doppia titolazione), pur mantenendo il loro ordine d'origine.

## Tracce
- Rien ne va plus - 4:06
- La medesima canzone - 3:56
- La prima sigaretta - 3:29
- Dalla vita in giù - 3:42
- Cuba - 4:17
- Gli uomini piccoli - 3:50

Il brano La prima sigaretta è presente nelle versioni MC e CD del titolo (ma non sarà recuperato su Enrico VIII); peraltro era già stato incluso nell'edizione CD dell'album Tutto scorre.

## Contributi
- Enrico Ruggeri – voce
- Luigi Schiavone – chitarra
- Amleto Zonca – fisarmonica
- Alberto Rocchetti - tastiera, cori
- Renato Meli – basso
- Luigi Fiore – batteria
- Stefania Schiavone – pianoforte
- Riccardo Vigorè – contrabbasso
- Demo Morselli – tromba
- Arturo Zitelli – cori